# Геруа, Александр Клавдиевич
Алекса́ндр Кла́вдиевич Геруа́ (1784—1852) — инженер-генерал, генерал-адъютант, член Военного Совета.

## Биография
Александр Геруа родился в 1784 году. Отец его, по происхождению француз, Клод Геруа, был академиком архитектуры при Екатерине II. Получив воспитание во 2-м кадетском корпусе, Александр Геруа 27 октября 1800 г. был выпущен подпоручиком в Пионерный полк, а при переформировании его в 1803 г. в 1-й и 2-й пионерные полки, назначен во 2-й пионерный полк.
В 1812 году Геруа произведён в капитаны и переведен в 1-й пионерный полк, с которым, находясь в корпусе графа Витгенштейна, участвовал в Отечественной войне. Он был в сражениях при Якубове, Клястицах и Головчице (за отличие награждён орденом св. Владимира 4-й степени с бантом) и при Полоцке; при Клястицах и Полоцке он принимал участие в постройке мостов под неприятельскими выстрелами. В 1813 г. Геруа, вместе с командуемой им ротой, переведён в новоформировавшийся тогда Сапёрный полк. В том же году он участвовал в сражении под Люценом; за возведение укреплений под Бауценом произведён в подполковники; за бой под Лейпцигом награждён орденом св. Анны 2-й степени. В 1814 году он был в сражениях при г. Ножан-на-Сене и при Труа и дошел до Парижа. В 1815 г. Геруа принимал участие во втором походе во Францию. За участие в войне 1813—1814 гг. награждён прусским королём орденом «Pour le mérite».
В начале 1816 года, при расформировании сапёрных полков, Геруа, с командуемой им ротой, переведён в 3-й пионерный батальон, квартировавший в Москве и употреблявшийся для различных земляных работ в отстраивавшейся после пожара столице. В конце 1816 г. назначен командиром 3-го батальона, переименованного в начале 1817 г. в 5-й пионерный батальон.
Своим внимательным отношением к разнообразным условиям саперной службы, знанием фронтового строя и занятиями инженерными и военными науками, Александр Клавдиевич Геруа в начале 1818 года обратил на себя внимание великого князя Николая Павловича, генерал-инспектора по инженерной части, и 17 апреля 1819 г. был переведён в лейб-гвардии Сапёрный батальон, а 9 августа того же года назначен адъютантом к великому князю. В ноябре 1819 г. Геруа награждён алмазными знаками к ордену св. Анны 2-й степени.
3 июля 1820 года А. К. Геруа назначен командиром лейб-гвардии Сапёрного батальона, с оставлением в звании адъютанта Его Высочества. Гвардейский саперный батальон, сформированный лишь 7 лет назад, требовал применения целого ряда усовершенствований и нововведений, и здесь проявилась энергия Геруа. В октябре 1821 г. он награждён орденом св. Владимира 3-й степени, 26 ноября 1823 г. — орденом св. Георгия 4-й степени (№ 3698 по списку Григоровича — Степанова), а 30 августа 1825 г. назначен флигель-адъютантом.

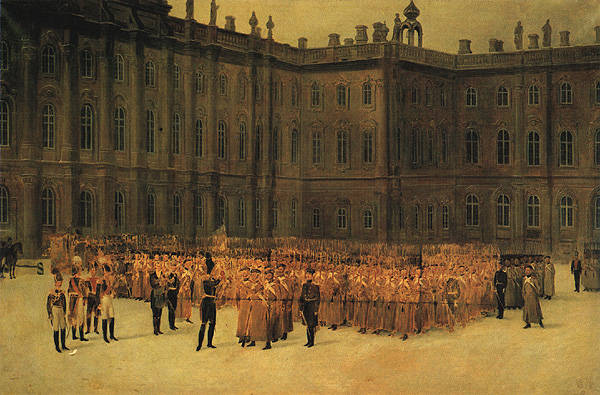
В. Н. Максутов Николай I перед строем лейб-гвардии Саперного батальона во дворе Зимнего дворца 14 декабря 1825 г.. 1861 г. Эскиз.

Во время восстания декабристов лейб-гвардии Сапёрный батальон стал одной из наиболее надёжных воинских частей, выступивших на стороне императора Николая I: 14 декабря 1825 г. Геруа, вызвав свой батальон в Зимний дворец, занял все дворцовые выходы. Генерал-майор Борис Геруа, описывая историю своего рода, особо отмечал в своих мемуарах этот драматический эпизод, в котором принял активное участие его дед:

Во время декабрьского бунта в 1825 году флигель-адъютант полковник Геруа ввёл свой лейб-гвардии Сапёрный батальон во двор Зимнего дворца и занял его как раз в ту минуту, когда бунтовщики готовы были туда ворваться. Батальон не пришёл, а прибежал с Кирочной, где были его казармы. Император Николай I вынес к сапёрам маленького наследника — будущего Царя-Освободителя — и передал его на руки старым ветеранам солдатам, спасшим Царскую семью. Момент этот был запечатлён в картине, помещённой в собрании батальона, и на одном из барельефов памятника Императору Николаю I. Дед изображён стоящим в мундире, с обнажённой шпагою у ноги.

1 января 1826 года он был произведён в генерал-майоры; в марте того же года, сдав порученное ему временное командование лейб-гвардии Московским полком, назначен начальником штаба Московского отряда гвардейского корпуса, предназначенного для участия в коронации; в день коронации (22 августа) Геруа пожалован в генерал-адъютанты, а в октябре назначен начальником штаба генерал-инспектора по инженерной части. В этом новом звании он еще продолжал два года (до 29 сентября 1828 г.) командовать лейб-гвардии Сапёрным батальоном.
В начале 1828 года Геруа принял участие в войне с Турцией, отправился с войсками 2-й армии, перешёл с ними р. Прут в с. Водолуй-Исаки по переправе, устроенной под его надзором, и вслед за тем был назначен заведовать инженерными работами при осаде крепости Браилов. Находясь в продолжение всей осады в траншеях, Геруа своими быстрыми распоряжениями много содействовал успеху осады, за что был награждён орденом св. Анны 1-й степени. После занятия Браилова ему поручено осмотреть крепость Кюстенджи и составить проект укрепления высот, её окружающих. Кроме того, под его надзором велись осадные работы под Варной и Силистрией.
30 декабря 1830 года Геруа назначен начальником штаба генерал-инспектора по инженерной части; 21 июня 1833 года назначен членом Комитета о раненых и 6 декабря того же года произведён в генерал-лейтенанты; в 1836 г. ему поручены ближайший надзор и заведование Главным инженерным училищем; 26 ноября 1837 г. вверено управление инженерным департаментом и инспекторской частью инженерного корпуса, сверх занимаемой им должности начальника штаба генерал-инспектора по инженерной части.
Геруа пользовался расположением своего начальника, генерал-инспектора по инженерной части великого князя Михаила Павловича, завещавшего ему свои аксельбанты и эполеты лейб-гвардии Сапёрного батальона. Служба Геруа была вознаграждена орденами св. Владимира 2-й степени (21 апреля 1835 г.), Белого Орла (28 января 1840 г.) и св. Александра Невского (28 января 1842 г., алмазные знаки к этому ордену пожалованы 28 января 1846 года).
10 декабря 1843 года Геруа был произведён в инженер-генералы, 19 сентября 1849 года он был назначен членом Военного совета. 27 октября 1850 года, в день 50-летия его службы, ему была пожалована табакерка с портретом Государя Императора и бриллиантовыми украшениями.
Александр Клавдиевич Геруа скончался 12 февраля 1852 года в городе Санкт-Петербурге и был погребён на Волковом иноверческом кладбище (из списков исключён 14 февраля). Он до конца жизни пользовался уважением императора Николая I, который участвовал в его похоронах.

## Семья
Александр Клавдиевич Геруа был женат на Анастасии Александровне, урождённой Кобозевой, у них были дети — Николай и Владимир; внуки по линии Владимира также пошли по военной стезе — Александр Владимирович (1870 — не ранее 1944) был генерал-лейтенантом и Борис Владимирович (1876—1942) генерал-майором.